# Neoterebra pacei
Neoterebra pacei é uma espécie de gastrópode do gênero Neoterebra, pertencente a família Terebridae.